# مارتین اشپر
مارتین اشپر (آلمانی: Martin Sperr; ۱۴ سپتامبر ۱۹۴۴ – ۶ آوریل ۲۰۰۲) بازیگر، فیلم‌نامه‌نویس و نمایش‌نامه‌نویس اهل آلمان بود.
از فیلم‌ها یا برنامه‌های تلویزیونی که وی در آن نقش داشته‌است می‌توان به پارسیفال اشاره کرد.